# Parachalcerinys coccidoxenoides
Parachalcerinys coccidoxenoides är en stekelart som beskrevs av Girault 1926. Parachalcerinys coccidoxenoides ingår i släktet Parachalcerinys och familjen sköldlussteklar. Inga underarter finns listade i Catalogue of Life.